# Esbjerg
Esbjerg este un oraș în Danemarca.